# Hunterdon megye
Hunterdon megye az Amerikai Egyesült Államokban, azon belül New Jersey államban található. Megyeszékhelye Flemington. Lakosainak száma 128 947 fő (2020. április 1.).

## Szomszédos megyék
- Warren megye (észak)
- Morris megye (északkelet)
- Somerset megye (kelet)
- Mercer megye (délkelet)
- Bucks megye (nyugat)

## Népesség
A megye népességének változása:
| Lakosok száma | 127 355 | 126 946 | 126 319 | 126 250 | 125 488 | 128 947 |
|               | 2010    | 2011    | 2012    | 2013    | 2015    | 2020    |